# Tachysbembix
Tachysbembix is een geslacht van kevers uit de familie van de loopkevers (Carabidae). De wetenschappelijke naam van het geslacht is voor het eerst geldig gepubliceerd in 2004 door Erwin.

## Soorten
Het geslacht Tachysbembix omvat de volgende soorten:
- Tachysbembix sirena Erwin, 2004
- Tachysbembix wendyporrasae Erwin, 2004